# Eurocities
Eurocities és una xarxa de ciutats fundada el 1986 i que aplega 130 municipis. Fou fundada pels alcaldes de les sis ciutats de Barcelona, Birmingham, Frankfurt del Main, Lió, Milà i Rotterdam. Actualment aplega 140 ciutats de 37 estats europeus i té la seu a Brussel·les, on hi ha un Comitè executiu presidit pel danès Frank Jensen. Aquest organisme col·labora regularment amb el Comitè de les Regions de la Unió Europea.

## Activitats
Eurocities treballa en tres sectors complementaris d'activitats:
1. Xarxa: a través de fòrums i grups de treball, Eurocities ofereix als membres l'oportunitat d'establir contactes amb col·legues d'altres ciutats europees. Les ciutats poden intercanviar experiències i idees, conèixer gent d'altres ciutats europees que treballin en els mateixos temes i formar idees per als projectes comuns i mètodes de treball innovadors.
2. Influir: representar els interessos de les ciutats a les institucions europees i reforçar el paper de les ciutats en la presa de decisions europea a través d'accions concretes.
3. Visibilitat: proporcionar una plataforma europea per als polítics de la ciutat i representar les ciutats a través dels mitjans de comunicació europeus i locals i campanyes i esdeveniments internacionals.

### Criteris d'adhesió
Ser membre d'Eurocities està obert a qualsevol ciutat europea amb una població de 250.000 habitants o més. Les ciutats de la Unió Europea es converteixen en membres de ple dret, i les ciutats d'altres estats europeus es converteixen en membres associats. Les autoritats locals de les ciutats més petites, i les organitzacions que no són elegibles per esdevenir membres de ple dret o associats, poden ser socis associats. Les empreses i les multinacionals poden convertir-se en socis de negoci associats.

## Llista de ciutats
Albània
L'única vila albanesa membre d'Eurocities és la capital, Tirana.
 Alemanya
Les ciutats alemanyes membres d'Eurocities són: Berlín, Bonn, Bremen, Chemnitz, Colònia, Dortmund, Dresde, Düsseldorf, Frankfurt del Main, Hagen (Rin del Nord-Westfàlia), Hamburg, Karlsruhe, Leipzig, Mannheim, Múnic, Münster i Nuremberg.
 Armènia
Només n'és membre la capital, Erevan
 Àustria
Només és membre d'Eurocities la capital Viena.
 Bèlgica
Les ciutats belgues membres d'Eurocities són: Anvers, Brussel·les, Charleroi, Kortrijk i Gant.
 Bòsnia i Hercegovina
Dues ciutats bosnianes en són membres : Sarajevo, la capital i Banja Luka.
 Bulgària
Les ciutats búlgares membres són: la capital Sofia, Burgàs i  Varna.
 Croàcia
Dues viles croates en són membres : la capital Zagreb i Rijeka.
 Xipre
Només la capital, Nicòsia, n'és membre.
 Dinamarca
Aarhus i Copenhaguen són els membres danesos.
 Espanya
Les ciutats espanyoles membres d'Eurocities són: Barcelona, Bilbao, Sant Sebastià, Fuenlabrada, Gijón, Madrid, Màlaga, Múrcia, Santiago de Compostel·la, Sevilla, Terrassa,
València i Saragossa.
 Estònia
Només la capital Tallinn n'és membre.
 Finlàndia
Le ciutats finlandeses membres d'Eurocities són: Espoo, Hèlsinki, Oulu, Tampere, Turku i Vantaa.
 França
Les ciutats franceses membres d'Eurocities són: Amiens, Angers, Bordeus, Brest, Nancy, Grenoble, Lilla, Lió, Marsella, Nantes Metròpoli, Niça, París, Reims, Rennes, Saint-Denis de la Réunion, Estrasburg, Tolosa de Llenguadoc i Tours.
 Geòrgia
La ciutat de Tbilisi n'és l'únic membre.
 Grècia
Grècia té tres membres a Eurocities : Atenes, Càndia i Marussi.
 Hondures
Només la capital hongaresa Budapest n'és membre.
 Itàlia
Els membres italians d'Eurocities són: Bolonya, Cesena, Florència, Gènova, Milà, Nàpols, Palerm, Pisa, Roma, Salern, Torí i Venècia.
 Irlanda
Dublín és l'únic membre irlandès d'Eurocities.
 Letònia
L'únic membre és la capital Riga.
 Lituània
Klaipėda i Vílnius són membres d'Eurocities.
 Luxemburg
L'únic membre és la ciutat de Luxemburg.
 Macedònia del Nord
La capital Skopje n'és l'únic membre.
 Noruega
Dues ciutats en són membres : Oslo i Bergen.
 Països Baixos
Les ciutats neerlandeses membres d'Eurocities són: Almere, Amsterdam, Eindhoven, Enschede, La Haia, Rotterdam i Utrecht.
 PolòniaLes ciutats poloneses membres d'Eurocities són: Białystok, Bydgoszcz, Gdańsk, Katowice, Łódź, Lublin, Poznań, Rzeszów, Varsòvia i Wrocław.
 PortugalEls membres portuguesos són : Lisboa, Porto, Sintra i Matosinhos.
 TxèquiaLes ciutats txeques membres d'Eurocities són: Brno, Ostrava, Plzeň i Praga.
 Regne UnitLes ciutats britàniques membres d'Eurocities són: Belfast, Birmingham, Brighton and Hove, Bristol, Bromley, Camden, Derry, Edimburg, Glasgow, Liverpool, Londres, Merton, Manchester, Newcastle, Preston, Sheffield, Sunderland (Tyne i Wear) i Wolverhampton.
 RomaniaL'únic membre és la ciutat de Timișoara.
 SèrbiaEn són membres les ciutats de Niš i Novi Sad.
 EslovàquiaBratislava i Košice són membres eslovacs de la xarxa.
 EslovèniaLjubljana és l'únic membre eslovè d'Eurocities.
 SuèciaEls membres suecs d'Eurocities són: Göteborg, Karlstad, Linköping, Malmö, Ronneby, Estocolm i Umeå.
 SuïssaEls membres suïssos d'Eurocities són Ginebra i Zúric.
 TurquiaEls membres turcs d'Eurocities són: Bakırköy, Beyoğlu, Bursa, Gaziantep, Istambul, Izmir, Konya, Nilüfer, Osmangazi, Pendik, Şahinbey i Şanlıurfa.
 UcraïnaUcraïna compta amb 4 membres : Khàrkiv, Kíev, Lviv i Odessa.